# Karl Schnürl
Karl Schnürl (* 19. November 1924 in Wördern; † 3. Juni 2011 in St. Andrä-Wördern) war ein österreichischer Musikschriftsteller, Komponist und Musikpädagoge.

## Ausbildung
Schnürl war der Sohn des gleichnamigen Verlegers Karl Schnürl und seiner Frau Maria. Als Kind erhielt er Unterricht in Klavier, Gehörbildung und Musiktheorie bei Anny Hartmann. Nachdem er die Matura abgelegt hatte, wurde er zum Kriegsdienst eingezogen, bei dem er sich Verletzungen zuzog. Ab 1940 ging er nach Wien, wo er am Konservatorium der Stadt Wien die Instrumente Klavier und Horn studierte. An der Universität Wien absolvierte er ein Studium der Musikwissenschaft und Germanistik, das er 1949 mit einer Dissertation über Giovanni Pierluigi da Palestrina und der Promotion zum Doktor der Philosophie abschloss. Neben seiner Ausbildung an der Universität studierte Schnürl Komposition bei Otto Siegl an der Musikakademie, der heutigen Universität für Musik und darstellende Kunst Wien.

## Lehrtätigkeit
Nachdem er nach dem Abschluss seiner Studien zunächst im Verlag seines Vaters gearbeitet hatte, wurde Schnürl Musiklehrer in St. Pölten, Krems an der Donau und Klosterneuburg. Schließlich wurde er Lehrer für Musikgeschichte am Musikgymnasium Wien.
Ab 1963 unterrichtete Schnürl Musikpsychologie an der Wiener Musikhochschule und bis 2002 Notationskunde am Institut für Musikwissenschaft der Universität Wien. Zugleich nahm er Lehraufträge für Musikpsychologie und Musikpädagogik an Pädagogischen Akademien in Wien und Niederösterreich wahr.

## Funktionen
Schnürl arbeitete an den offiziellen Lehrbüchern für Schulen Wir lernen Musik und Klangwelt–Weltklang mit und bekleidete zahlreiche Funktionen. So war er der Vorsitzende des Niederösterreichischen Volksliedwerkes, das inzwischen Niederösterreichisches Volksliedarchiv heißt, und Mitglied im Vorstand der Arbeitsgemeinschaft der Musikerzieher Österreichs (AGMÖ). Schnürl, der zahlreiche Chorwerke, Lieder und Fanfaren komponierte, spielte über 70 Jahre lang die Orgel in der Pfarrkirche St. Andrä vor dem Hagental.
Seine Frau Maria Schnürl (* 22. Dezember 1923 in  St. Andrä), die am Konservatorium der Stadt Wien Klavier studiert hatte, arbeitete ebenfalls als Musikpädagogin.

## Auszeichnungen
- 1984 Berufstitel Oberstudienrat
- 1990 Goldenes Ehrenzeichen für Verdienste um die Republik Österreich[4]
- 1994 Goldenes Ehrenzeichen für Verdienste um das Bundesland Niederösterreich
- 1994 Ehrenring der Marktgemeinde St. Andrä-Wördern
- 1999 Ehrenzeichen vom Hl. Hippolyt in Bronze der Diözese St. Pölten
- Goldenes Doktordiplom der Universität Wien

## Werke
- Neues Musik-Taschenwörterbuch 1947
- Das alte Musikarchiv der Pfarrkirche St. Stephan in Tulln 1964
- Drei niederösterreichische Bruckner-Orgeln. Tulln – Langenlois – Krems. In O. Wessely (Hg.): Bruckner-Studien 1975
- Zur Geschichte der Chormusik im Gottesdienst – Diözese St. Pölten. In J. Trummer (Hg.): Kirchenchöre Österreichs, 2 Bde. 1987
- 2000 Jahre abendländische Musikschriften. Eine Einführung in die Notationskunde 2000

## Kompositionen
- Der Heiland ist geboren. Lieder zur Christmette 1953
- Vom Berg, der die Frau auf die Hochzeit gehen ließ: Kleine Kantate für Kinderstimmen und Instrumente 1962